# پاول وربیژ
پاول وربیژ (چکی: Pavel Verbíř؛ زادهٔ ۱۳ نوامبر ۱۹۷۲) بازیکن فوتبال اهل جمهوری چک بود.
از باشگاه‌هایی که در آن بازی کرده‌است می‌توان به باشگاه فوتبال اسپارتا پراگ و باشگاه فوتبال تپلیس اشاره کرد.
وی همچنین در تیم ملی فوتبال جمهوری چک بازی کرده‌است.